# Okopy Świętej Trójcy (gmina)
Okopy Świętej Trójcy – dawna gmina wiejska w powiecie borszczowskim województwa tarnopolskiego II Rzeczypospolitej. Siedzibą gminy były Okopy Świętej Trójcy.

## Historia
Gminę utworzono 1 sierpnia 1934 w ramach reformy na podstawie ustawy scaleniowej z dotychczasowych gmin wiejskich: Bielowce, Boryszkowce, Okopy Świętej Trójcy i Trubczyn.
18 marca 1938 przyznano marszałkowi Edwardowi Śmigłemu-Rydzowi honorowe obywatelstwo gminy.
Od września 1939 do lipca 1941 gmina znajdowała się pod okupacją ZSRR, a 1 sierpnia 1941 weszła w skład Generalnego Gubernatorstwa i nowo utworzonego dystryktu Galicja, gdzie jednocześnie została zniesiona przez włączenie do gminy Dźwiniaczka w powiecie czortkowskim (Kreishauptmannschaft Czortków).
Po II wojnie światowej obszar dawnej gminy znalazł się w Ukraińskiej SRR (ZSRR).